# Oxysoma itambezinho
Oxysoma itambezinho is een spinnensoort in de taxonomische indeling van de buisspinnen (Anyphaenidae).
Het dier behoort tot het geslacht Oxysoma. De wetenschappelijke naam van de soort werd voor het eerst geldig gepubliceerd in 2003 door M. J. Ramírez.